# Ri Kŭnmo
Đây là một tên người Triều Tiên, họ là Ri.
Ri Kŭnmo hay Li Gun Mo (sinh ngày 5 tháng 4 năm 1926-2001) là một chính trị gia của CHDCND Triều Tiên. Ông là thủ tướng của CHDCND Triều Tiên từ ngày 29 tháng 12 năm 1986 đến ngày 12 tháng 12 năm 1988. Ông kế nhiệm Kang Song-san. Người kế nhiệm ông là Yon Hyong Muk.